# Hemiolaus caeculus
Hemiolaus caeculus är en fjärilsart som beskrevs av Carl Heinrich Hopffer 1855. Hemiolaus caeculus ingår i släktet Hemiolaus och familjen juvelvingar. Inga underarter finns listade i Catalogue of Life.